# Травайан
Травайан (фр. Travaillan) — коммуна во французском департаменте Воклюз региона Прованс — Альпы — Лазурный Берег. Относится к кантону Оранж-Эст.

## Географическое положение

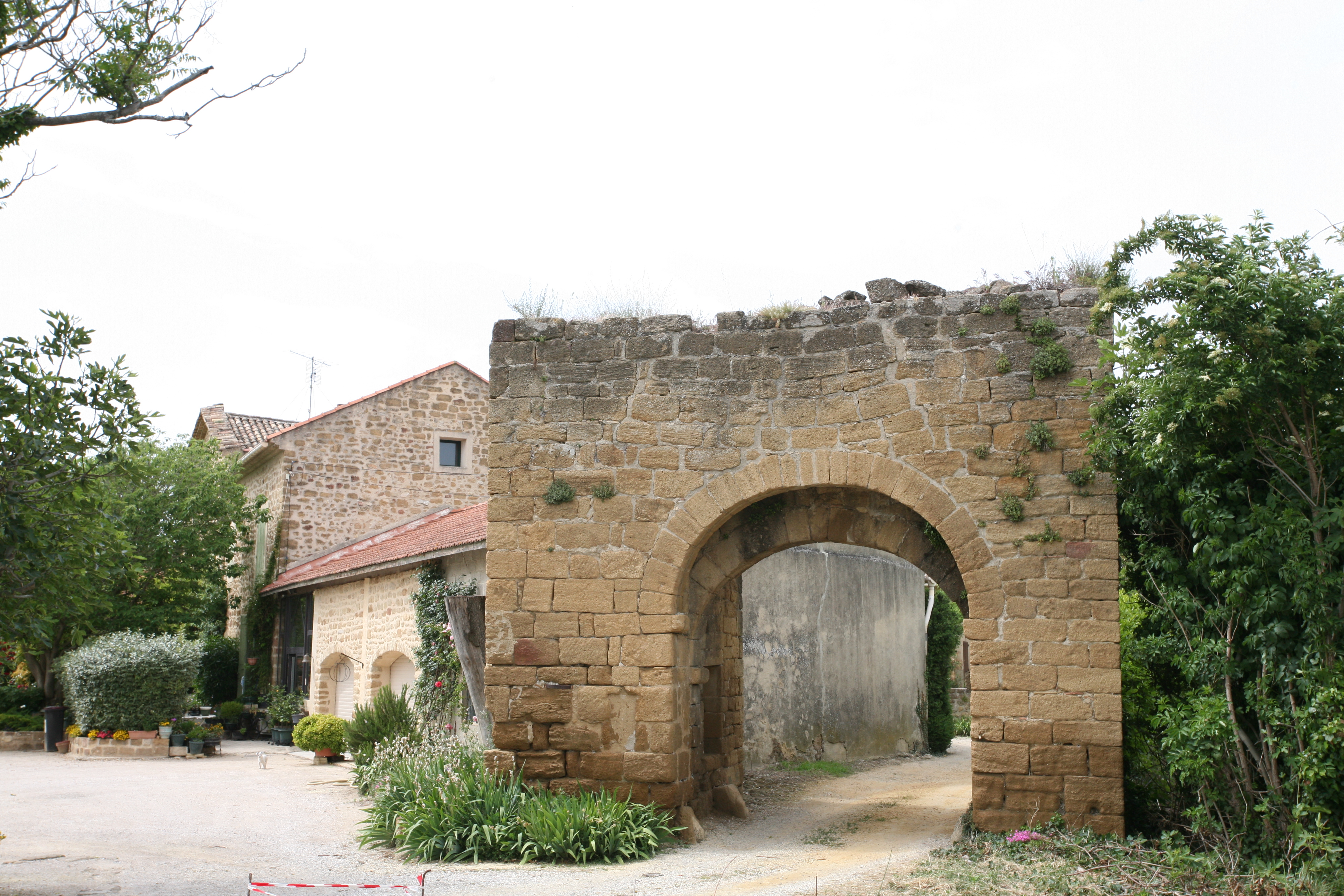
Ворота старого села, XIV век.

Травайан расположен в 27 км к северу от Авиньона. Соседние коммуны: Керанн на северо-востоке, Сабле на востоке, Вьолес на юго-востоке, Камаре-сюр-Эг на юго-западе, Сериньян-дю-Конта на западе.
Коммуна находится на речной террасе, разделяющей бассейны рек Эг и Увез и называемой План-де-Дьё.

## Демография
Население коммуны на 2010 год составляло 665 человек.
| 1962 | 1968 | 1975 | 1982 | 1990 | 1999 | 2010 |
| ---- | ---- | ---- | ---- | ---- | ---- | ---- |
| 406  | 445  | 510  | 528  | 623  | 675  | 665  |

## Экономика
Травайан вместе с соседними коммунами Камаре-сюр-Эг, Жонкьер и Вьолес входит в винодельческое объединение, производящее красное вино Кот-дю-Рон под маркой План-де-дьё.

## Достопримечательности
- Развалины бывшего приората Сен-Понс XI века.
- Ворота старого села, XIV век.
- Замок Сен-Жан в окрестностях коммуны.
- Церковь Непорочного Зачатия, сооружена в XIX веке в романском стиле.